# Luigi Petroselli
Luigi Petroselli (1 de março de 1932 - 7 de outubro de 1981) foi um político italiano . Nasceu em Viterbo . Foi prefeito de Roma de 1979 até sua morte. Ele morreu no cargo.